# Ферај-Легати (Пјаченца)
Ферај-Легати је насеље у Италији у округу Пјаченца, региону Емилија-Ромања.
Према процени из 2011. у насељу је живело 70 становника. Насеље се налази на надморској висини од 336 м.